# Набіль Дірар
Набі́ль Діра́р (араб. نبيل ضرار, фр. Nabil Dirar, нар. 25 лютого 1986, Касабланка) — марокканський футболіст, захисник, півзахисник клубу «Касимпаша».
Виступав, зокрема, за клуби «Брюгге», «Монако» та «Фенербахче», а також національну збірну Марокко.

## Клубна кар'єра

### Ранні роки
Дірар народився 25 лютого 1986 року в Касабланці (Марокко) і почав свою кар'єру в Бельгії в футбольних клубах Брюсселя. Юніором Дірар грав у 2001—2004 роках у клубах «Моленбек» та «Юніон». Професійну кар'єру Дірар почав в 2005 році, підписавши контракт з клубом «Дігем Спорт», за юнацьку команду якого він грав з 2004 року. За наступні два роки він зіграв за клуб 26 матчів і забив в них 2 голи. Своєю грою Дірар привернув увагу більш іменитих бельгійських клубів і зрештою підписав у 2006 році контракт з клубом першого дивізіону «Вестерло».

### «Вестерло»
З «Вестерло» Дірар вийшов у вищий дивізіон бельгійської футбольної ліги, ставши найкращим гравцем команди. Завдяки його ігровим і технічним здібностям Дірара стали порівнювати з його земляком Мубараком Буссуфою, який став найкращим бомбардиром бельгійського чемпіонату в 2006 році, граючи за «Андерлехт». У «Вестерло» Дірар провів два сезони, і у 2008 році відправився «на підвищення» в «Брюгге».

### «Брюгге»
Дірар приєднався до «Брюгге» поряд з Джозефом Акпалою і Рональдом Варгасом з ініціативи головного тренера Джекі Матейсена. Під його керівництвом Дірар став прогресувати і отримував багато ігрового часу. У своєму першому сезоні в клубі він зайняв з «Брюгге» третє місце після «Стандарда» і «Андерлехта» і кваліфікувався в Лігу Європи. Ситуація почала мінятися, коли контракт Матейсена не був продовжений, і новим тренером став Адрі Костер.
Напередодні сезону 2009/10 клуб купив Івана Перишича — гравця того ж амплуа, що і Дірар. Костер залишив Дірара на лівому фланзі, а Перишича відправив на правий. У тактичних схемах Костера Дірар був цінним гравцем, однак молодий гравець став все більше виділятися своєю неспортивною поведінкою на полі і поза ним. У матчі між «Брюгге» та «Мехеленом» Дірар плюнув у гравця суперників Йоні Бюєнса і отримав за це двоматчеву дискваліфікацію. У вересні 2009 року Дірар був відправлений у дубль через запізнення на тренування. Крім того, він став часто вступати в суперечки з товаришами по команді, посварившись, зокрема, на тренуванні з капітаном команди Стейном Стейненом, а також під час матчу демонстративно відмовившись привітати Перишича з голом, забитим зі штрафного, який збирався пробити сам Дірар.
У січні 2009 року, за інформацією газети «Спорт-Експрес», Дірар потрапив у сферу інтересів московського ЦСКА, однак перехід не відбувся

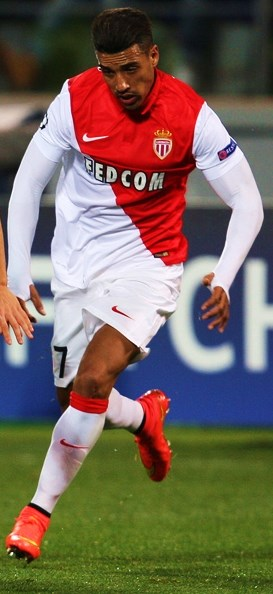
Набіль Дірар у складі «Монако». 2014 рік.

На початку сезону 2010/11 Дірар був знову відправлений в резервну команду на два тижні за неявку на зустріч з фанатами. Футболіст у свою чергу заявив, що не з'явився, оскільки був хворий. Після важкої поразки від «Локерена» 23 жовтня Дірар був знову відправлений у резервний склад на три тижні. Вражаючі виступи Дірара за дубль змусили Костера повернути його в основну команду, і той навіть зумів знову завоювати місце в основі. Однак у березні 2011 року під час домашнього матчу проти «Кортрейка» Дірар затіяв сварку з товаришем по команді Вадісом Оджиджа-Офое з приводу того, хто повинен виконувати штрафний удар. Після цього інциденту вболівальники освистали Дірара, а він відповів їм непристойними жестами. Для того, щоб розрядити обстановку, Костер замінив Дірара, і у підсумку «Брюгге» здобув перемогу з рахунком 4-1. Через кілька тижнів до початку серії плей-оф Костер знову повернув Дірара в основну команду. Крім того, в сезоні 2010/11 він отримав 10-й номер, що звільнився після відходу Веслі Сонка в «Льєрс».
По ходу першої половини сезону 2011/12 Костер був замінений Крістофом Даумом, а Дірар був стабільним гравцем основного складу. Більш того, він був одним із найрезультативніших гравців протягом цього відрізка, віддавши чимало гольових передач. У п'ятому турі Ліги Європи проти словенської команди «Марібор» Дірар забив два голи і приніс своїй команді перемогу з рахунком 4:3.

### «Монако»
31 січня 2012 року Дірар приєднався до «Монако» за € 7,5 млн — рекордну трансферну суму для «Брюгге». Дірар дебютував у новій команді 13 лютого, вийшовши на заміну в переможному для «Монако» матчі з «Бастією» (1-0). Дев'ять днів по тому, 24 лютого, він забив свій перший гол за команду, принісши їй перемогу над «Лавалем». Також він забив по голу «Шатору» та «Істру». Дірар в основному грав на лівому фланзі півзахисту, хоча одного разу за рішенням головного тренера Марко Сімоне зіграв правого півзахисника. Після заміни Сімоне на Клаудіо Раньєрі Дірар зберіг статус гравця основи і грав на позиції лівого вінгера. 24 травня 2013 року у заключній грі сезону, який приніс «Монако» підвищення в класі, Дірар отримав розрив хрестоподібної зв'язки, через що пропустив значну частину сезону 2013/14. Після повернення зіграв за клуб ще чотири сезони, останній з яких 2016/17, в якому став з командою чемпіоном Франції, проте основним гравцем не був.

### «Фенербахче»
17 червня 2017 року Набіль Дірар перейшов в турецький «Фенербахче». Станом на 23 травня 2018 року відіграв за стамбульську команду 29 матчів в національному чемпіонаті.

## Виступи за збірні
Дірар має бельгійське і марокканське громадянства. Спочатку він оголосив про свій намір грати за бельгійську збірну і відмовився від пропозиції Марокко. Однак незабаром з'ясувалося, що Дірар не має права грати за Бельгію у зв'язку з тим, що провів кілька матчів за марокканську молодіжну збірну. В результаті він прийняв пропозицію Марокко і 11 жовтня 2008 року дебютував в офіційних іграх у складі національної збірної Марокко в матчі відбіркового турніру до чемпіонату світу 2010 року проти Мавританії.
У лютому 2012 року Дірар був включений менеджером Еріком Геретсом для участі у Кубку африканських націй, але відхилив пропозицію, вважаючи, що Геретс не потребує його в команді, а сидіти на лавці Набіль не схотів. Після цього Дірар тривалий час не грав за збірну і повернувся до неї аж 2014 року, і в майбутньому був учасником Кубка африканських націй 2017 року у Габоні та чемпіонату світу 2018 року у Росії.
| Дата       | Місто               | Господарі | Результат | Гості      | Турнір            | Голи | Примітки |
| ---------- | ------------------- | --------- | --------- | ---------- | ----------------- | ---- | -------- |
| 11-10-2008 | Марракеш (стадіон)  | Марокко   | 4 – 1     | Мавританія | Відбір до ЧС 2010 | -    |          |
| 19-11-2008 | Марракеш (стадіон)  | Марокко   | 3 – 0     | Замбія     | товариський матч  | -    |          |
| 11-2-2009  | Стадіон Мохаммеда V | Марокко   | 0 – 0     | Чехія      | товариський матч  | -    |          |
| 28-3-2009  | Стадіон Мохаммеда V | Марокко   | 1 – 2     | Габон      | Відбір до ЧС 2010 | -    | 57'      |
| 14-11-2009 | Марракеш (стадіон)  | Марокко   | 0 – 2     | Камерун    | Відбір до ЧС 2010 | -    | 54'      |
| Усього     |                     | Матчів    | 18        |            | Голів             | 2    |          |

## Титули і досягнення
- Чемпіон Франції (1):

«Монако»: 2016-17
- Чемпіон Бельгії (1):

«Брюгге»: 2020-21